# Jean Halgrin
Jean Halgrin ou Alegrin (né vers 1180 à Abbeville en Picardie, et mort le 23 septembre 1233 à Rome), est un cardinal français  de l'Église catholique du XIIIe siècle, nommé par le pape Grégoire IX. Il est membre de l'ordre de Cluny.

## Biographie
Jean Halgrin étudie au collège de Cluny à Paris et est un condisciple d'Ugolino dei conti di Segni, le futur Grégoire IX. Il est professeur de théologie à l'université de Paris, prieur  de Saint-Pierre d'Abbeville, chanoine de  Saint-Vulfran à Abbeville et chanoine et doyen du chapitre d'Amiens. Il est élu archevêque de Besançon en 1225. Halgrin est promu patriarche latin de Constantinople en 1226, mais n'accepte pas la promotion probablement pour des raisons de santé.
Le pape Grégoire IX le crée cardinal  lors du consistoire du 18 septembre 1227. Halgrin est légat apostolique en Espagne en 1229-1230 pour prêcher la croisade contre les Sarrasins et il y rencontre le futur saint Raymond de Peñafort, qui l'assiste dans sa mission. À partir de 1230, il est légat auprès de l'empereur Frédéric II pour obtenir la paix. À la mort de Pélage Galvani en 1230, il devient probablement doyen du Collège des cardinaux.
Il est l'auteur de quatre œuvres de sermons et du traité  Expositio in Cantica canticorum publié à Paris.